# Mount Sage
Mount Sage – szczyt pochodzenia wulkanicznego na wyspie Tortola należącej do Brytyjskich Wysp Dziewiczych, terytorium zależnego Wielkiej Brytanii. Jest to najwyższy szczyt tego terytorium.